# Ultrazvučna folikulometrija
Ultrazvučna folikulometrija je minimalno invazivni  transvaginalni ultrazvučnih pregled ženskih genitalija kojom se može pratiti rast  folikula (osnovne jedinice ženske reproduktivne biologije).  Serijski ultrazvučni pregledi tokom folikulometrije ne pokazuju samo normalan razvoj folikula, već i eventualni izostanak maturacije folikula, kao i usporen rast folikula.

## Opšte informacije
Rast folikula se može najbolje pratiti ultrazvukom, jer ova metoda ima efikasnost od 40-70%.  Zato folikulometrija spada u najprecizniji metod uza odredjivanje toka ovulacije. Ultrazvukom se može najpreciznije odrediti kada folikul maturira; i kada dolazi do rupturiranja.
Svakodnevni ultrazvučnim pregledi ne samo da se može vizualizacijuom pratiti rast  folikula, (koji se može videti kao crni rastući balončić na monitoru) već i dobiti važna informacija o debljina sluzokoze materice – endometrijuma. Naime folikul koji sazreva produkuje veliku koncentraciju estradiola koji dovodi do zadebljanja endometrijuma. Na taj način se može zaključiti koliko estradiola se produkuje (a time i kvalitet jajne ćelije) na osnovu debljine i ehogenosti endometrijuma na ultrazvučnom pregledu.
Kada je normalan ovulatoran ciklus, jedan dominantan folikul sazreva pod uticajem hormona gonadotropina FSH i LH. Dok se mali folikuli od 0.4 do 0.6 cm u prečniku obično mogu videti na oba ovarijuma u toku početnih dana ciklusa, folikul na jednom ovarijumu postaje dominantan počev od 10 dana, uvećavajući se u prečniku do približno 1cm. Taj folikul raste gotovo linearno, 2-3 mm dnevno u narednih 4-5 dana i dostižući 18 do 24 mm pre ovulacije. Folikul može inicijalno imati elipsoidan oblik, ali preovulatorni folikul je obično okrugao. Istraživanja su pokazala dobru korelaciju između veličine folikula i nivoa estadiola.
Ovo skeniranje je korisno za merenje veličine folikula koja treba da dostigne između 18-24 mm da bi došlo do ovulacije. Takođe pomaže u proceni debljine endometrijuma (sluznice materice) koja treba da bude 7 mm ili veća da bi započela trudnoća. 
Celokupno skeniranje omogućava da se kroz praćenje rasta folikula,  odredi približni period puknuća folikula i i time  predvideti period ovulacije, što može pomoći partnerima u određivanju vremena polnog odnosa da bi se maksimizirala mogućnost začeća (oplodnje jajne ćelije).

## Postupak
Ultrazvučno praćenje folikula se obično počinje od 6 do 8 dana menstrualnog ciklusa, a do 10 dana dominantni folikul obično dostže veličinu od 1 cm. Praćenje se nastavlja ili svakog ili svakog drugog dana do identifikovanja ovulacije.
Ponekad se na ultrazvuku može videti kumulus ooforus neposredno pre ovulacije. On se prikazuje kao periferna okrugla masa pripojena za zid folikula. Kada se vidi kumulus, to je dokaz i siguran znak da je folikul sazreo. Vizualizacija kumulusa je indikator zrele jajne ćelije i uspešne fertilizacije. Ukoliko folikul ne sadrži kumulus vrlo je mala verovatnoca da sadrži zrelu jajnu ćeliju sa kojom se može postići fertilizacija.
Normalno, ovulacija se ne očekuje sve dok folikul ne dostigne veličinu od 1,7 cm.
Jednom kada dođe do ovulacije, mogu se videti različite promene na ultrazvuku
- Kompletno isčezavanja cisticne strukture na jajnicima
- Pucanje cistične strukture sa smanjenjem u prečniku
- Čisticna masa sa ehom (corpus haemoragicum)
- Prisustvo folikularne tečnosti u folikularnoj vrećici.

## Značaj
Ultrasonografsko snimanje folikula je efikasno, jednostavno za upotrebu, sigurno i lako dostupno neinvazivno sredstvo za procenu potencijala plodnosti. Ova metoda je postala  jedan od najkorisnijih dostupnih  za procenu uzroka neplodnosti i za primenu mnogih tretmana koji se koriste za poboljšanje neplodnosti.
Na kraju, ultrasonografija ne samo da poboljšava kvalitet nege koju pružaju asistirane reproduktivne tehnologije (ART),  već olakšava brzu dijagnozu i vizualizaciju promena u reproduktivnoj fiziologiji potrebnu za usmeravanje terapije. 
Prema tome cilj ovog pregleda je da pruži kliničarima mogućnosti da procene mogućnost oplodnje i tok lečenja, a ženama koje pokušavaju da zatrudne ili koje jednostavno žele da znaju da li je začeće moguće, pruži odgovor na ovo pitanje.

## Spoljašnje veze
- Ultrazvučna folikulometrija - www.youtube.com

|  | Molimo Vas, obratite pažnju na važno upozorenje u vezi sa temama iz oblasti medicine (zdravlja). |